# ジョン・マローン
ジョン・マローン（John C. Malone、1941年3月7日 - ）は、アメリカ合衆国のメディア関連企業・リバティメディア会長。リバティ・グローバル、ディレクTVグループの会長も兼務する。また、2007年からMLB・アトランタ・ブレーブスのオーナーでもある。

## プロフィール
1963年エール大学卒業、1967年にはジョンズ・ホプキンス大学で博士号（工学博士）を取得。ベル研究所、マッキンゼー・アンド・カンパニーなどに勤務。
1973年にTCIの社長兼CEOに、1996年には会長に就任。自らは議会の介入が煩い地域社会への売り込み合戦には距離を置き、同業他社をM&Aする一方、買収により株式価値を上げ、最終的には、TCIを全米最大のケーブルテレビMSO（Multiple System Operator、ケーブルテレビ統括会社）に育て上げ、「ケーブル王」とも呼ばれた。
1993年、TCIを通信会社のベル・アトランティックが株式交換で総額210億ドルの大型買収するニュースが流れた。ベル、TCI、それに大手のテレビ番組製作会社のリバティ・メディアは、全米規模で放送通信サービスを提供すると打ち上げた。しかし金づるを握っても真面目にブロードバンドに投資すると誰も信じてはいなかった。ゴア副大統領の演説におけるオープンアクセスに反対の立場で妨害（1992年の消費者保護・競争法により改正）するマローンは嫌われていた。あだ名はダースベイダーだった。
サービス貧弱、料金は値上げ、不正な独占企業がケーブルテレビの評価だった。1994年、連邦通信委員会によりケーブルテレビは料金を引き下げられた。債務負担が大きい上にキャッシュフローに魅力がなくなりベルは尻込み。買収は失敗した。こうした事情を知り得たにも関わらず、日本経済新聞は日本企業と提携したマローンを持ち上げた。
だが結局、TCIは1999年に520億ドルでAT&Tに買収された。予想された通り古い設備だけがAT&Tに残った。
1990年には番組供給事業を統括するリバティメディアを設立、1999年のAT&TによるTCI買収の際にTCIの海外部門（2004年、リバティメディア・インターナショナルとしてスピンオフ、翌2005年にリバティメディア傘下のUnitedGlobalComと合併、リバティ・グローバルとなる）やメディア投資部門・TCI Ventures Groupを統合、2001年、AT&Tからスピンオフしている。
マローンのメディア投資スタイルは、新興メディア事業者の立ち上げに出資し、成長したところで他のメディア企業に売却（または株式交換）したり、スピンオフによる株式公開で収益を上げることで知られる。前者の例としてはFOXスポーツネット（後述）やブラック・エンターテインメント・テレビジョン（BET、2000年バイアコムに売却）、テレムンド（2001年NBCに売却）、後者の例としてはディスカバリー・コミュニケーションズ（リバティメディアの持ち分をディスカバリー・ホールディングとしてスピンオフ、2008年、他の所有者の持ち分と統合し新たな持株会社・ディスカバリー・コミュニケーションズを設立）、リバティ・エンターテイメント（2009年11月ディレクTVグループと合併）など。
また、しばしば窮地に陥ったメディア事業者に対して救済を兼ねた出資を行っている。有名なところでは、テッド・ターナーのターナー・ブロードキャスティング・システム（TBS、1996年タイム・ワーナーが買収）、QVCを追放されたバリー・ディラーにTCIが保有するホーム・ショッピング・ネットワーク（HSN）社の経営権を譲渡（現在のIAC/InteractiveCorpの前身）、破産直前だった衛星ラジオ・シリウスXMに対する出資など。
日本では、住友商事との共同出資で1995年から1996年にかけてジュピターテレコム、ジュピター・プログラミング（現・SCメディアコムおよびJCOM メディア事業部門）を設立、2004年にはメディアッティ・コミュニケーションズに出資するなど、2005年段階で1000億円弱の投資を行っている。一方、2007年には住商によるSCメディアコムの完全子会社化により、株式交換で1050億円相当の住商株式を取得。2010年にはジュピターテレコム株式をKDDIに3617億円で売却、日本市場から撤退する。
2012年現在、220万エーカー（8万8000平方km or 880億平米）の土地を所有しており、個人の土地所有者としては、アメリカ一である。

### ニューズ・コーポレーションとの関係
マローンは元来、ルパート・マードックの米国進出のカウンターパートといえる存在で、1996年にはリバティメディアとニューズ・コーポレーション（以下ニューズ社）との折半出資により「FOX/Liberty Network」を設立、リバティメディアが保有していたスポーツ専門チャンネル・Prime Sportsをベースとして、FOXスポーツネットを発足。1999年にはFOX/Libertyの持ち分を手放す代わり、株式交換により8%のニューズ社株式を取得していた。
2004年、リバティメディアはニューズ社株式を追加取得、17%まで出資比率を引き上げたが、取得がニューズ社の同意なく行われたため関係は冷却化、ニューズ社はポイズンピルを発動、結局2006年12月、ニューズ社が保有するディレクTVグループ株式38.5%およびFOXスポーツネットのうち3局との交換で同意した（2008年2月交換完了）。